# Miasto Zenica
Miasto Zenica (boś. Grad Zenica) – jednostka administracyjna w Bośni i Hercegowinie, w kantonie zenicko-dobojskim. W 2013 roku liczyła 110 663 mieszkańców.